# Liste der Lieder von Madonna
Die Liste der Lieder der Pop-Sängerin Madonna enthält alle regulären Studio- und Liveaufnahmen, auch die Lieder, an denen sie gesanglich beteiligt war und die sie für andere Künstler komponiert hat. Die fettgedruckten Titel sind extrem rar und unveröffentlicht, daher sehr schwer zu bekommen. Auf YouTube sind die meisten Unreleased-Songs zu hören (mindestens 50+). Die Songs sind meistens auf CD veröffentlicht, sonst steht es in Klammern dahinter (LP, 7″, 12″, Single usw.).

## Madonna
| Titel                                                             | Jahr | Album | Autor(en) | Hits HP                                                  | Infos |
| ----------------------------------------------------------------- | ---- | --- | --- | -------------------------------------------------------- | --- |
| 4 Minutes                                                         | 2008 | Hard Candy                                                                                                | Madonna, Tim Mosley, Justin Timberlake, Nate Hills                                                                                  | DE 1                                                     | feat. Justin Timberlake & Timbaland, auch Four Minutes |
| 24 Hours                                                          | 1987 | Who’s That Girl [Original Motion Picture Soundtrack]                                                      | |                                                          | feat. Duncan Faure |
| A Cinema In Buenos Aires, 26 July 1952                            | 1996 | Evita (OST)                                                                                               | Andrew Lloyd Webber, Tim Rice |                                                          | |
| A New Argentina                                                   | 1996 | Evita (OST)                                                                                               | Andrew Lloyd Webber, Tim Rice (Julie Covington, C.T. Wilkinson 1976)                                                                |                                                          | feat. Jonathan Pryce & Antonio Banderas |
| Across The Sky                                                    | 2010 | Hard Candy                                                                                                | Madonna, Tim Mosley, Justin Timberlake, Nate Hills                                                                                  |                                                          | Justin Timberlake, Timbaland |
| Act Of Contrition                                                 | 1989 | Like A Prayer                                                                                             | Madonna, Patrick Leonard |                                                          | |
| Addicted                                                          | 2015 | Rebel Heart                                                                                               | Madonna |                                                          | Super Deluxe, auch The One That Got Away |
| Ain’t No Big Deal                                                 | 1981 | Pre-Madonna In The Beginning                                                                              | Steve Bray |                                                          | |
| Alone Again                                                       | 1998 | Ray Of Light                                                                                              | Madonna, Rick Nowels |                                                          | |
| Alone With You                                                    | 2015 | Rebel Heart                                                                                               | Madonna |                                                          | Demo |
| Amazing                                                           | 2000 | Music | Madonna, William Ørbit |                                                          | Indoor-Promo-Single |
| American Life                                                     | 2003 | American Life                                                                                             | Madonna, Mirwais Ahmadzaï | DE 10, CH 1                                              | |
| American Pie                                                      | 2000 | Music | Don McLean 1971 | DE 1                                                     | |
| And The Money Kept Rolling In (And Out)                           | 1996 | Evita (OST)                                                                                               | Andrew Lloyd Webber, Tim Rice |                                                          | Antonio Banderas |
| Angel                                                             | 1984 | Like A Virgin                                                                                             | Madonna, Steve Bray | DE 31, NZ 2                                              | |
| Angels Crying In My Bed                                           | 2023 | Paranoïa, Angels, True Love                                                                               | |                                                          | feat. Christine And The Queens |
| Animal                                                            | 2010 | Hard Candy                                                                                                | Madonna, Timbaland |                                                          | Demo |
| Another Suitcase In Another Hall                                  | 1996 | Evita (OST)                                                                                               | Andrew Lloyd Webber, Tim Rice (Barbara Dickson 1976)                                                                                | UK 7                                                     | |
| Are You Ready For It ?                                            | 1980 | The Madonna Anthology 1979–1981                                                                           | |                                                          | feat. Emmy |
| Arioso                                                            | 1999 | Music | Madonna, William Orbit |                                                          | Demo |
| Auto-Tune Baby                                                    | 2015 | Rebel Heart                                                                                               | Madonna |                                                          | German Special Edition |
| B**** I’m Madonna                                                 | 2015 | Rebel Heart                                                                                               | Toby Gad, Madonna, Maureen McDonald, Thomas Wesley Pentz, Ariel Rechtshaid                                                          |                                                          | |
| Back In Business                                                  | 1990 | I'm Breathless (OST)                                                                                      | Madonna, Patrick Leonard |                                                          | |
| Back That Up                                                      | 2014 | Rebel Heart                                                                                               | Madonna, Pharrell Williams |                                                          | Demo |
| Back That Up To the Beat                                          | 2019 | Madame X                                                                                                  | Madonna Ciccone, Brittany Hazzard, Pharrell Williams                                                                                |                                                          | |
| Bad Girl                                                          | 1992 | Erotica                                                                                                   | Madonna, Shep Pettibone | DE 47, UK 10                                             | |
| Bang Bang                                                         | 2012 | MDNA | Madonna, William Orbit, Priscilla Hamilton, Keith Harris, Jean-Baptiste, Mika                                                       |                                                          | Demo, später in Gang Bang umbenannt. |
| Batuka                                                            | 2019 | Madame X                                                                                                  | Madonna, Mirwais Ahmadzai, David Banda                                                                                              |                                                          | |
| B-Day Song                                                        | 2012 | MDNA | Madonna, Martin Solveig, Maya Arulpragasam                                                                                          |                                                          | feat. M.I.A., Deluxe Edition |
| Be Careful With My Heart                                          | 1999 | Ricky Martin (Ricky Martin Album) Best Of Ricky Martin                                                    | Madonna, Ricky Martin, William Ørbit                                                                                                |                                                          | feat. Ricky Martin |
| Be Careful With My Heart Spanisch                                 | 1999 | Ricky Martin (Ricky Martin Album) Best Of Ricky Martin                                                    | Madonna, Ricky Martin, William Orbit                                                                                                |                                                          | feat. Ricky Martin, Spanische Version Cuidado Con Mi Corazon |
| Beat Goes On                                                      | 2008 | Hard Candy                                                                                                | Madonna, Pharrell Williams, Kanye West                                                                                              | FI(SF) 15                                                | feat. Kanye West |
| Beautiful Game                                                    | 2018 | | |                                                          | |
| Beautiful Killer                                                  | 2012 | MDNA | Madonna, Martin Solveig, Michael Tordjman                                                                                           |                                                          | Deluxe Edition |
| Beautiful Scars                                                   | 2015 | Rebel Heart                                                                                               | Madonna |                                                          | Super Deluxe |
| Beautiful Stranger                                                | 1999 | GHV2 Celebration                                                                                          | Madonna, William Ørbit | DE 13, FI(SF) 1                                          | |
| Bedtime Story                                                     | 1994 | Bedtime Stories GHV2                                                                                      | Nellee Hooper, Marius De Vries, Björk Guðmundsdóttir                                                                                | UK 4                                                     | |
| Bells Ringing                                                     | 1980 | The Madonna Anthology 1979–1981                                                                           | |                                                          | feat. Emmy |
| Best Friend                                                       | 2012 | MDNA | Madonna, Marco "Benny" Benassi, Alessandro "Alle" Benassi                                                                           |                                                          | Deluxe Edition |
| Best Night                                                        | 2015 | Rebel Heart                                                                                               | Madonna, Toby Gad, Maureen Anne McDonald, Larry Darnell Griffin                                                                     |                                                          | Deluxe |
| Birthday Party                                                    | 1993 | The Girlie Show – Live Down Under DVD                                                                     | |                                                          | |
| Bitch I’m Loca                                                    | 2019 | Madame X                                                                                                  | Madonna, Edgar Barrera, Juan Luis Londoño Arias, George Forbes James, Lauren D’Elia, Marvin Hawkins Rodriguez, Stiven Rojas Escobar |                                                          | feat. Maluma |
| Bitch I’m Madonna                                                 | 2014 | Rebel Heart                                                                                               | Madonna, Thomas Wesley Pentz, Sophie, Onika Maraj, MoZella                                                                          | ES 49                                                    | feat. Nicki Minaj |
| Bittersweet                                                       | 1998 | A Gift Of Love – Music inspired by the Love Poems of Rumi                                                 | Rumi |                                                          | feat. Deepak Chopra M.D. |
| Body Shop                                                         | 2015 | Rebel Heart                                                                                               | Madonna, Tobias Gad, Larry Darnell Griffin, Maureen Anne McDonald                                                                   |                                                          | |
| Borderline                                                        | 1983 | Madonna The Immaculate Collection Celebration                                                             | Reggie Lucas | DE 36, UK 2                                              | |
| Born To Be Alive                                                  | 1979 | Best Of Patrick Hernandez (Patrick Hernandez Album)                                                       | Patrick Hernandez |                                                          | Hintergrundgesang: Madonna |
| Borrowed Time                                                     | 2015 | Rebel Heart                                                                                               | Madonna, Avicii |                                                          | Super Deluxe |
| Bring It                                                          | 1994 | Bedtime Stories                                                                                           | |                                                          | |
| Broken (I’m Sorry)                                                | 2009 | Broken (I’m Sorry) Single                                                                                 | Madonna, Paul Oakenfold |                                                          | nur für Fanclub-Platin-Mitglieder |
| Buenos Aires                                                      | 1996 | Evita (OST)                                                                                               | Andrew Lloyd Webber, Tim Rice (Julie Covington 1976)                                                                                | US 3                                                     | Club-Promo-Single |
| Burnin' Up                                                        | 1986 | Into The Groove(y) Single                                                                                 | Madonna, Mike Watt, Sonic Youth |                                                          | Ciccone Youth \| Musik/Text: Madonna |
| Burning Up Live                                                   | 1980 | The Madonna Anthology 1979–1981                                                                           | Madonna |                                                          | feat. Emmy |
| Burning Up                                                        | 1983 | Madonna Celebration                                                                                       | Madonna | US 3                                                     | |
| Bye Bye Baby                                                      | 1992 | Erotica                                                                                                   | Madonna, Shep Pettibone | AUS 15                                                   | |
| Candy Perfume Girl                                                | 1998 | Ray Of Light                                                                                              | Madonna, Susannah Melvoin, William Ørbit                                                                                            |                                                          | |
| Candy Shop                                                        | 2008 | Hard Candy                                                                                                | Madonna, Pharrell Williams |                                                          | |
| Can’t Stop                                                        | 1987 | Who’s That Girl (OST)                                                                                     | Madonna, Steve Bray |                                                          | |
| Can’t You See My Mind                                             | 2003 | American Life                                                                                             | |                                                          | |
| Causing A Commotion                                               | 1987 | Who’s That Girl (OST)                                                                                     | Madonna, Steve Bray | DE 14, US 2                                              | |
| Celebration                                                       | 2009 | Celebration                                                                                               | Madonna, Paul Oakenfold, Ian Green, Ciaran Gribbin                                                                                  | DE 5, IT 1                                               | feat. Akon |
| Champagne Rosé                                                    | 2018 | Quavo Huncho                                                                                              | Madonna, Rasool Diaz, Quavious Marshall, Brittany Hazzard, Shane Lindstrom                                                          |                                                          | feat. Quavo & Cardi B |
| Chaos Live                                                        | 1993 | The Girlie Show – Live Down Under DVD                                                                     | |                                                          | |
| Charity Concert (The Art Of The Possible)                         | 1996 | Evita (OST)                                                                                               | Andrew Lloyd Webber, Tim Rice |                                                          | feat. Jimmy Nail, Jonathan Pryce, Antonio Banderas |
| Cherish                                                           | 1989 | Like A Prayer The Immaculate Collection Celebration                                                       | Madonna, Patrick Leonard | DE 16, US 2                                              | |
| Ciao Bella                                                        | 2019 | Madame X                                                                                                  | Madonna, Mirwais Ahmadzai |                                                          | Limited Deluxe Hardcover |
| Come Alive                                                        | 2019 | Madame X                                                                                                  | Jeff Bhasker, Madonna, Brittany Hazzard                                                                                             |                                                          | |
| Confessions Live 2007                                             | 2007 | The Confessions Tour DVD                                                                                  | Madonna, Patrick Leonard |                                                          | |
| Cosmic Climb                                                      | 1982 | Dance To The Beat                                                                                         | Robert Sargent |                                                          | feat. Otto von Wernherr |
| Crave                                                             | 2019 | Madame X                                                                                                  | Madonna, Brittany Talia Hazzard, Khalif Malik Ibn Shaman Brown                                                                      |                                                          | feat. Swae Lee |
| Crazy                                                             | 2019 | Madame X                                                                                                  | Madonna, Jason Evigan, Brittany Hazzard                                                                                             |                                                          | |
| Crazy For You                                                     | 1985 | The Immaculate Collection Something To Remember Celebration                                               | John Bettis, Jon Lind | DE 26, US 1                                              | |
| Crimes Of Passion                                                 | 1983 | Pre-Madonna In The Beginning                                                                              | Madonna, Steve Bray |                                                          | |
| Cry Baby                                                          | 1990 | I’m Breathless (OST)                                                                                      | Madonna, Patrick Leonard |                                                          | |
| Curtain                                                           | 2008 | Hello Suckers Musical                                                                                     | |                                                          | |
| Cyber-Raga                                                        | 2000 | Music | Madonna, Talwin Singh |                                                          | Asian/Australian Edition |
| Dance 2night                                                      | 2008 | Hard Candy                                                                                                | Madonna, Tim Mosley, Justin Timberlake, Hannon Lane                                                                                 |                                                          | feat. Justin Timberlake |
| Dance To The Beat                                                 | 1982 | Dance To The Beat                                                                                         | Otto von Wernherr, Steve Bentzel |                                                          | feat. Otto von Wernherr |
| Dark Ballet                                                       | 2019 | Madame X                                                                                                  | Madonna, Mirwais Ahmadzai |                                                          | |
| Dear Father                                                       | 1992 | Erotica                                                                                                   | Madonna, Andre Betts |                                                          | Outtake |
| Dear Jessie                                                       | 1989 | Like A Prayer                                                                                             | Madonna, Patrick Leonard | DE 19, UK 5                                              | |
| Deeper And Deeper                                                 | 1992 | Erotica GHV2                                                                                              | Madonna, Shep Pettibone, Tony Shimkin                                                                                               | DE 26, UK 6                                              | |
| Devil Pray                                                        | 2014 | Rebel Heart                                                                                               | Madonna, Ryan Tedder | ES 50                                                    | |
| Devil Wouldn’t Recognize You                                      | 2008 | Hard Candy                                                                                                | Madonna, Tim Mosley, Joe Henry, Justin Timberlake, Nate Hills                                                                       |                                                          | feat. Justin Timberlake |
| Did You Do It?                                                    | 1992 | Erotica                                                                                                   | Madonna, Andre Betts |                                                          | |
| Die Another Day                                                   | 2002 | American Life Celebration                                                                                 | Madonna, Mirwais Ahmadzaï | DE 4, IT 1                                               | |
| Doli Doli Live                                                    | 2010 | Sticky & Sweet Tour DVD                                                                                   | Alexander Kolpakov |                                                          | |
| Don’t Cry For Me Argentina                                        | 1996 | Evita (OST) GHV2                                                                                          | Andrew Lloyd Webber, Tim Rice (Julie Covington 1976)                                                                                | DE 3, FR 1                                               | |
| Don’t Stop                                                        | 1994 | Bedtime Stories                                                                                           | Madonna, Dallas Austin, Colin Wolfe                                                                                                 |                                                          | |
| Don’t Talk, Don’t Speak                                           | 2007 | The Confessions Tour                                                                                      | Madonna, Stuart Price |                                                          | |
| Don’t Tell Me                                                     | 2000 | Music GHV2 Celebration                                                                                    | Madonna, Mirwais Ahmadzaï, Joe Henry                                                                                                | DE 22, NZ 1                                              | |
| Don’t Wanna Lose This Groove                                      | 2003 | This Is It: The Very Best Of Dannii Minogue                                                               | Madonna, Terry Ronald, Steve Bray, Dannii Minogue, Bruno Alexandre, Matthieu Joly, Camille Troillard, J. Theochari                  |                                                          | Dannii Minogue Single \| Musik & Text: Madonna |
| Don’t You Know ?                                                  | 1981 | Pre-Madonna In The Beginning                                                                              | Madonna, Steve Bray |                                                          | |
| Dress You Up                                                      | 1985 | Like A Virgin Celebration                                                                                 | Peggy Stanziale, Andrea LaRusso | DE 20, UK 5                                              | |
| Drowned World (Substitute For Love)                               | 1998 | Ray Of Light GHV2                                                                                         | Madonna, Rod McKuen, Anita Kerr, David Collins, William Ørbit                                                                       | DE 39, UK 10                                             | |
| Drowning                                                          | 1980 | The Madonna Anthology 1979–1981                                                                           | |                                                          | feat. Emmy |
| Each Time You Break My Heart                                      | 1986 | Nick Kamen (Nick Kamen Album)                                                                             | Madonna, Steve Bray | DE 8, CH 2                                               | Hintergrundgesang/Musik/Text/Produzent: Madonna |
| Easy Ride                                                         | 2003 | American Life                                                                                             | Madonna, Monte Pittman |                                                          | |
| Erotic                                                            | 1992 | Sex Buch + CD                                                                                             | Madonna, Shep Pettibone |                                                          | Different Version von Erotica |
| Erotic Candy Shop Live                                            | 2013 | Mdna World Tour DVD                                                                                       | Madonna, Michael Kelly, Pharrell Williams                                                                                           |                                                          | |
| Erotica                                                           | 1992 | Erotica GHV2 Celebration                                                                                  | Madonna, Shep Pettibone | DE 13, NOR 2                                             | |
| Eva And Magaldi / Eva Beware Of The City                          | 1996 | Evita (OST)                                                                                               | Andrew Lloyd Webber, Tim Rice |                                                          | feat. Jimmy Nail, Antonio Banderas & Julian Littman |
| Eva’s Final Broadcast                                             | 1996 | Evita (OST)                                                                                               | Andrew Lloyd Webber, Tim Rice |                                                          | |
| Everybody                                                         | 1981 | Madonna You Can Dance Celebration                                                                         | Madonna | US 3                                                     | |
| Everybody Is A Star Live                                          | 1993 | The Girlie Show – Live Down Under DVD                                                                     | Sly Stone |                                                          | |
| Express Yourself                                                  | 1989 | Like A Prayer The Immaculate Collection Celebration                                                       | Madonna, Steve Bray | DE 3, CH 1                                               | |
| Extreme Occident                                                  | 2019 | Madame X                                                                                                  | Madonna, Mirwais Ahmadzai |                                                          | |
| Falling Free                                                      | 2012 | MDNA | Madonna, Joe Henry, Laurie Mayer, William Orbit                                                                                     |                                                          | |
| Faz gostoso                                                       | 2019 | Madame X                                                                                                  | Madonna, Rodrigo Carmo, Duarte Nuno Picoto, Emanuel Oliveira, Karla Regina Francelino Rodrigues, Luiz Vieira, Mateus Seabra         |                                                          | |
| Fever                                                             | 1992 | Erotica                                                                                                   | John Davenport, Eddie Cooley (Little Willie John 1956)                                                                              | UK 6                                                     | |
| Fighting Spirit                                                   | 2005 | Confessions on a Dance Floor                                                                              | Madonna, Mirwais Ahmadzaï |                                                          | Limited Edition |
| First Is A Kiss                                                   | 1989 | Like A Prayer                                                                                             | |                                                          | |
| Forbidden Love                                                    | 1994 | Bedtime Stories Something To Remember                                                                     | Madonna, Babyface |                                                          | |
| Forbidden Love                                                    | 2005 | Confessions On A Dance Floor                                                                              | Madonna, Stuart Price |                                                          | |
| Forgotten in wonderland                                           | 2011 | The spirit within                                                                                         | Madonna, William Orbit |                                                          | |
| Freedom                                                           | 1994 | Carnival!                                                                                                 | Madonna, Dallas Austin |                                                          | |
| Freedom                                                           | 2014 | Rebel Heart                                                                                               | Madonna |                                                          | |
| Frozen                                                            | 1998 | Ray Of Light GHV2 Celebration                                                                             | Madonna, Patrick Leonard | DE 2, UK 1                                               | |
| Frozen                                                            | 2021 | Frozen | Madonna, Patrick Leonard | FR 64                                                    | feat. Sickick |
| Frozen On Fire                                                    | 2022 | Frozen On Fire                                                                                            | Madonna, Patrick Leonard, Lomus Rai Babber                                                                                          |                                                          | feat. Sickick |
| Funana                                                            | 2019 | Madame X                                                                                                  | Madonna, Mirwais Ahmadzai |                                                          | |
| Future                                                            | 2019 | Madame X                                                                                                  | Madonna, Thomas Wesley Pentz, Brittany Hazzard, Clement Marie Jacques Picard, Quavious Keyate Marshall, Maxine Marie Laurent Picard |                                                          | |
| Future Lovers                                                     | 2005 | Confessions On A Dance Floor                                                                              | Madonna, Mirwais Ahmadzaï |                                                          | |
| Future Lovers / I Feel Love                                       | 2006 | The Confessions Tour                                                                                      | Giorgio Moroder, Donna Summer, Madonna, Mirwais Ahmadzaï, Pete Bellotte                                                             |                                                          | |
| Gambler                                                           | 1985 | Vision Quest (OST)                                                                                        | Madonna | DE 25, UK 4                                              | |
| Gang Bang                                                         | 2012 | MDNA | Madonna, Keith Harris, Mika, Jean-Baptiste, William Orbit, Priscilla Hamilton, Don Juan Demarco "Demo" Casanova, Stephen Kozmeniuk  | FR 93                                                    | |
| Gap                                                               | 2003 | Remixed & Revisited                                                                                       | Madonna, Steve Bray, Mirwais, Missy Elliott                                                                                         |                                                          | |
| Get Down                                                          | 1982 | Dance To The Beat                                                                                         | Otto von Wernherr, Steve Bentzel |                                                          | feat. Otto von Wernherr |
| Get Over                                                          | 1991 | Wake Up Everybody (Nick Scotti Album)                                                                     | Madonna, Steve Bray |                                                          | Hintergrundgesang: Madonna |
| Get Stupid Live                                                   | 2010 | Sticky & Sweet Tour                                                                                       | Madonna, Pharrell Williams |                                                          | |
| Get Together                                                      | 2005 | Confessions On A Dance Floor                                                                              | Madonna, Anders Bagge, Stuart Price, Peer Astrom                                                                                    | DE 28, ES 1                                              | |
| Get Up                                                            | 1980 | The Madonna Anthology 1979–1981                                                                           | Madonna, Jon Gordon |                                                          | feat. Emmy |
| Ghosttown                                                         | 2014 | Rebel Heart                                                                                               | Madonna, Evan Kidd Bogart, Jason Evigan, Sean Douglas                                                                               | CH 39                                                    | |
| GHV2 Thunderpuss Megamix                                          | 2001 | GHV2 | Madonna, Shep Pettibone, Mirwais Ahmadzai, William Orbit                                                                            | US 5                                                     | Club-Promo-Single |
| Girl Gone Wild                                                    | 2012 | MDNA | Madonna, Alessandro "Alle" Benassi, Marco "Benny" Benassi, Jenson Vaughan                                                           | IT 4                                                     | |
| Give It 2 Me                                                      | 2008 | Hard Candy                                                                                                | Madonna, Pharrell Williams | DE 8, ES 1                                               | |
| Give It To Me                                                     | 1982 | Dance To The Beat                                                                                         | Otto von Wernherr, Steve Bentzel |                                                          | feat. Otto von Wernherr |
| Give Me All Your Luvin’                                           | 2012 | MDNA | Madonna, Martin Solveig, Nicki Minaj, Maya Arulpragasam, Michael Tordjman                                                           | DE 8, FI(SF) 1                                           | feat. Nicki Minaj & M.I.A. |
| God Control                                                       | 2019 | Madame X                                                                                                  | Madonna, Mirwais Ahmadzai |                                                          | |
| God Is Love                                                       | 2014 | Rebel Heart                                                                                               | Madonna |                                                          | |
| Gone                                                              | 2000 | Music | Madonna, Nik Young, Damian LeGassick                                                                                                |                                                          | |
| Gone Gone Gone                                                    | 2002 | Ray Of Light                                                                                              | Madonna, Rick Nowels |                                                          | |
| Goodbye To Innocence                                              | 1994 | Just Say Roe                                                                                              | Madonna, Shep Pettibone |                                                          | |
| Goodnight And Thank You                                           | 1996 | Evita (OST)                                                                                               | Andrew Lloyd Webber, Tim Rice |                                                          | feat. Antonio Banderas |
| Graffiti Heart                                                    | 2015 | Rebel Heart                                                                                               | Madonna, Toby Gad, Maureen Anne McDonald, Larry Darnell Griffin                                                                     |                                                          | Super Deluxe |
| Guilty By Association                                             | 1996 | Sweet Relief II – Gravity of the Situation                                                                | Vic Chesnutt |                                                          | feat. Joe Henry |
| Hanky Panky                                                       | 1990 | I’m Breathless (OST)                                                                                      | Madonna, Patrick Leonard | DE 21, UK 2                                              | |
| Has To Be                                                         | 1998 | Ray Of Light Single-CD                                                                                    | Madonna, William Orbit, Patrick Leonard                                                                                             |                                                          | Asian/Australian Edition |
| Heartbeat                                                         | 2008 | Hard Candy                                                                                                | Madonna, Pharrell Williams |                                                          | |
| Heartbreakcity                                                    | 2015 | Rebel Heart                                                                                               | Madonna, Avicii |                                                          | |
| Heaven                                                            | 2015 | Rebel Heart                                                                                               | Madonna |                                                          | Demo |
| Hello And Goodbye                                                 | 1997 | Evita (OST)                                                                                               | Andrew Lloyd Webber, Tim Rice |                                                          | feat. Jonathan Pryce, Andrea Corr |
| He’s A Man                                                        | 1990 | I’m Breathless (OST)                                                                                      | Madonna, Patrick Leonard |                                                          | |
| Here Comes The Rain Again Live                                    | 2010 | Sticky & Sweet Tour DVD                                                                                   | Annie Lennox, David Allan Stewart                                                                                                   |                                                          | |
| Hey You Live 2007                                                 | 2007 | Live Earth: The Concerts For A Climate In Crisis Single                                                   | Madonna, Mirwais Ahmadzaï, Pharrell Williams                                                                                        | IT 36                                                    | |
| High Flying, Adored                                               | 1996 | Evita (OST)                                                                                               | Andrew Lloyd Webber, Tim Rice |                                                          | feat. Antonio Banderas |
| High Society                                                      | 1980 | The Madonna Anthology 1979–1981                                                                           | Madonna, Jon Gordon |                                                          | feat. Emmy, auch Society Boy |
| History                                                           | 2006 | Jump | Madonna, Stuart Price |                                                          | Single-B-Seite |
| Hold Tight                                                        | 2015 | Rebel Heart                                                                                               | Madonna, Toby Gad, Maureen Anne McDonald, Thomas Wesley Pentz                                                                       | ES 37                                                    | |
| Holiday                                                           | 1983 | Madonna You Can Dance The Immaculate Collection Celebration                                               | Curtis Hudson, Lisa Stevens | DE 9, US 2                                               | |
| Hollywood                                                         | 2003 | American Life Celebration                                                                                 | Madonna, Mirwais Ahmadzaï | DE 21, UK 2                                              | |
| Hollywood Live                                                    | 2003 | Remixed & Revisited                                                                                       | Madonna, Mirwais Ahmadzaï |                                                          | feat. Christina Aguilera, Britney Spears & Missy Elliott |
| Hollywood Express                                                 | 2004 | Hollywood Express                                                                                         | Madonna, Giorgio Moroder, Mirwais Ahmadzaï, Chris Bennett                                                                           | FI(SF) 9                                                 | Harvey Milk Single \| Musik/Text: Madonna |
| Holy Water                                                        | 2015 | Rebel Heart                                                                                               | Madonna |                                                          | |
| Hot House Flower Live                                             | 1980 | The Madonna Anthology 1979–1981                                                                           | |                                                          | feat. Emmy |
| How High                                                          | 2005 | Confessions On A Dance Floor                                                                              | Madonna, Christian Karlsson, Henrik Jonback, Pontus Winnberg                                                                        |                                                          | |
| Human Nature                                                      | 1994 | Bedtime Stories GHV2                                                                                      | Madonna, Dave Hall, Kevin McKenzie, Shawn McKenzie, Michael Deering                                                                 | DE 50, UK 8                                              | |
| Hung Up                                                           | 2005 | Confessions On A Dance Floor Celebration                                                                  | Benny Andersson, Björn Ulvaeus, Madonna, Stuart Price                                                                               | DE 1                                                     | |
| Hung Up On Tokischa                                               | 2022 | | |                                                          | feat. Tokischa |
| I Always Get My Man Live                                          | 1987 | Live USA                                                                                                  | Stephen Sondheim |                                                          | auch Sooner Or Later |
| I Can’t Forget                                                    | 1995 | Something To Remember                                                                                     | Madonna, David Foster |                                                          | |
| I Deserve It                                                      | 2000 | Music | Madonna, Mirwais Ahmadzaï |                                                          | |
| I Don’t Give A                                                    | 2012 | MDNA | Madonna, Martin Solveig, Julien Jabre, Nicki Minaj                                                                                  |                                                          | feat. Nicki Minaj |
| I Don’t Search I Find                                             | 2019 | Madame X                                                                                                  | Madonna, Mirwais Ahmadzai |                                                          | |
| I Feel Love Live 2007                                             | 2007 | The Confessions Tour DVD                                                                                  | Giorgio Moroder, Donna Summer, Pete Bellotte                                                                                        |                                                          | |
| I Fucked Up                                                       | 2012 | MDNA | Madonna, Martin Solveig, Julien Jabre                                                                                               |                                                          | Deluxe Edition |
| I Know It                                                         | 1983 | Madonna                                                                                                   | Madonna |                                                          | |
| I Like (Love For Tender)                                          |      | Gotham Tapes                                                                                              | |                                                          | |
| I Love New York                                                   | 2005 | Confessions On A Dance Floor                                                                              | Madonna, Stuart Price |                                                          | |
| I Met An Angel                                                    | 2023 | Paranoïa, Angels, True Love                                                                               | |                                                          | |
| I Rise                                                            | 2019 | Madame X                                                                                                  | Madonna, Jason Evigan, Brittany Hazzard                                                                                             |                                                          | |
| I Want You                                                        | 1980 | The Madonna Anthology 1979–1981                                                                           | Leon Ware, T-Boy Ross (Marvin Gaye 1976)                                                                                            |                                                          | feat. Emmy, auch Take Me |
| I Want You                                                        | 1995 | Inner City Blues – The music of Marvin Gaye Something To Remember                                         | Leon Ware, T-Boy Ross (Marvin Gaye 1976)                                                                                            | Indoor-Promo-Single                                      | feat. Massive Attack, auch Take Me |
| I Want You Orchestral                                             | 1995 | Something To Remember                                                                                     | Leon Ware, T-Boy Ross (Marvin Gaye 1976)                                                                                            |                                                          | auch Take Me |
| I Will Always Have You                                            | 1994 | Bedtime Stories                                                                                           | |                                                          | |
| Iconic                                                            | 2015 | Rebel Heart                                                                                               | Madonna, Tobias Gad, Larry Darnell Griffin, Maureen Anne McDonald                                                                   | ES 30                                                    | feat. Chance The Rapper & Mike Tyson |
| I’d Be Surprisingly Good For You                                  | 1996 | Evita (OST)                                                                                               | Andrew Lloyd Webber, Tim Rice |                                                          | feat. Jonathan Pryce |
| I’d Rather Be Your Lover                                          | 1994 | Bedtime Stories                                                                                           | Madonna, Dave Hall, Shep Pettibone, Rudolph Isley, Ronald Isley, O’Kelly Isley                                                      |                                                          | feat. Me'Shell NdegéOcello |
| If You Forget Me                                                  | 1994 | Il Postino (OST)                                                                                          | Pablo Neruda |                                                          | |
| If You Go Away                                                    | 2003 | Hello Suckers Musical                                                                                     | Jacques Brel |                                                          | Englische Version von Ne Me Quitte Pas |
| I’ll Remember                                                     | 1994 | Something To Remember                                                                                     | Madonna, Patrick Leonard, Richard Page                                                                                              | DE 49, US 2                                              | |
| Illuminati                                                        | 2014 | Rebel Heart                                                                                               | Madonna, Toby Gad, Mozella, S1 | FR 92                                                    | |
| I’m A Sinner                                                      | 2012 | MDNA | Madonna, Jean-Baptiste, William Orbit                                                                                               |                                                          | feat. Jean-Baptiste |
| I’m Addicted                                                      | 2012 | MDNA | Madonna, Marco "Benny" Benassi, Alessandro "Alle" Benassi                                                                           |                                                          | |
| I’m Following You Live                                            | 1987 | Live USA                                                                                                  | Andy Paley, Jeff Lass, Jonathan Paley, Ned Claflin                                                                                  |                                                          | auch Now I’m Following You |
| I’m Going Bananas                                                 | 1990 | I’m Breathless (OST)                                                                                      | Michael Kernan, Andy Paley |                                                          | |
| I’m Going To Tell You A Secret                                    | 2006 | I’m Going To Tell You A Secret DVD                                                                        | |                                                          | |
| I’m In Love With Love                                             | 2004 | Confessions On A Dance Floor                                                                              | Madonna, Mirwais Ahmadzaï, Monte Pittman                                                                                            |                                                          | Demo |
| I’m So Stupid                                                     | 2003 | American Life                                                                                             | Madonna, Mirwais Ahmadzaï |                                                          | |
| Imagine Live                                                      | 2004 | I’m Going To Tell You A Secret                                                                            | John Lennon |                                                          | Tsunami Aid a Concer of Hope |
| Impressive Instant                                                | 2000 | Music | Madonna, Mirwais Ahmadzaï | US 1                                                     | Club-Promo-Single |
| In This Life                                                      | 1992 | Erotica                                                                                                   | Madonna, Shep Pettibone |                                                          | |
| Incredible                                                        | 2008 | Hard Candy                                                                                                | Madonna, Pharrell Williams |                                                          | |
| Infinity                                                          | 2010 | Hard Candy                                                                                                | Madonna, Timbaland |                                                          | Demo |
| Inside Of Me                                                      | 1994 | Bedtime Stories                                                                                           | Madonna, Nellee Hooper, Dave Hall                                                                                                   |                                                          | |
| Inside Out                                                        | 2015 | Rebel Heart                                                                                               | Madonna, Sean Douglas, Evan Kidd Bogart, Jason Evigan                                                                               |                                                          | |
| Intervention                                                      | 2003 | American Life                                                                                             | Madonna, Mirwais Ahmadzaï |                                                          | |
| Into The Groove                                                   | 1985 | Like A Virgin You Can Dance The Immaculate Collection Celebration                                         | Madonna, Steve Bray | DE 3, UK 1                                               | |
| Into The 'Hollywood' Groove The Passengerz Mix                    | 2003 | Remixed & Revisited                                                                                       | Madonna, Steve Bray, Mirwais Ahmadzaï, Missy Elliott                                                                                |                                                          | feat. Missy Elliott, Single (Beigabe beim Kauf von Jeans in GAP-Geschäften), auch Into The Groove |
| Intro Live                                                        | 2010 | Sticky & Sweet Tour DVD                                                                                   | |                                                          | |
| Introduction Live                                                 | 1993 | The Girlie Show – Live Down Under DVD                                                                     | |                                                          | |
| Is This Love (Bon d'Accord)                                       | 2008 | Hello Suckers Musical                                                                                     | Madonna |                                                          | |
| Isaac                                                             | 2005 | Confessions On A Dance Floor                                                                              | Madonna, Stuart Price |                                                          | feat. Yitzhak Sinwani |
| It’s So Cool                                                      | 2009 | Celebration                                                                                               | Madonna, Mirwais Ahmadzaï, Monte Pittman                                                                                            | FI(SF) 8                                                 | iTunes Bonustrack |
| Jimmy Jimmy                                                       | 1986 | True Blue                                                                                                 | Madonna, Steve Bray |                                                          | |
| Joan Of Arc                                                       | 2015 | Rebel Heart                                                                                               | Madonna, Tobias Gad, Larry Darnell Griffin, Maureen Anne McDonald                                                                   | ES 27                                                    | |
| Jump                                                              | 2005 | Confessions On A Dance Floor                                                                              | Madonna, Joe Henry, Stuart Price | DE 23, IT 1                                              | |
| Just A Dream                                                      | 1992 | Donna DeLory (Donna DeLory Album)                                                                         | Madonna, Patrick Leonard |                                                          | Hintergrundgesang: Madonna |
| Justify My Love                                                   | 1990 | The Immaculate Collection Celebration                                                                     | Madonna, Lenny Kravitz, Ingrid Chavez                                                                                               | DE 10, US 1                                              | |
| Keep It Together                                                  | 1989 | Like A Prayer                                                                                             | Madonna, Steve Bray | US 8                                                     | Single |
| Keep On                                                           | 1994 | Bedtime Stories                                                                                           | |                                                          | |
| Keep The Trance                                                   | 2005 | Live Earth: The Concerts For A Climate In Crisis Single                                                   | Madonna, Mirwais Ahmadzaï |                                                          | |
| Killers Who Are Partying                                          | 2019 | Madame X                                                                                                  | Madonna, Mirwais Ahmadzai |                                                          | |
| La isla bonita                                                    | 1986 | True Blue The Immaculate Collection Something To Remember (Japan) Celebration                             | Madonna, Patrick Leonard, Bruce Gaitsch                                                                                             | DE 1                                                     | |
| La La                                                             | 2008 | Hard Candy                                                                                                | Madonna, Gogol Bordello, Timbaland                                                                                                  |                                                          | |
| La Petite Jeune Fille                                             | 2000 | Music | Madonna, William Orbit |                                                          | auch Mysore Smile |
| Lament                                                            | 1996 | Evita (OST)                                                                                               | Andrew Lloyd Webber, Tim Rice |                                                          | feat. Antonio Banderas |
| Latin Chant                                                       | 1996 | Evita (OST)                                                                                               | Andrew Lloyd Webber, Tim Rice |                                                          | Antonio Banderas |
| Latte                                                             | 2008 | Hard Candy                                                                                                | |                                                          | feat. Justin Timberlake |
| Laugh To Keep From Crying                                         | 1998 | Pre-Madonna In The Beginning                                                                              | Madonna, Steve Bray |                                                          | |
| Let Down Your Guard Rough Mix Edit                                | 1994 | Secret Single-CD                                                                                          | Madonna, Dallas Austin |                                                          | |
| Let It Will Be                                                    | 2005 | Confessions On A Dance Floor                                                                              | Madonna, Mirwais Ahmadzaï, Stuart Price                                                                                             |                                                          | |
| Let’s Go Dancing                                                  | 1982 | Dance To The Beat                                                                                         | Otto von Wernherr, Steve Bentzel |                                                          | feat. Otto von Wernherr |
| Levitating (The Blessed Madonna Remix)                            | 2020 | Club Future Nostalgia                                                                                     | Madonna, Sarah Hudson, Stephen Kozmeniuk, Clarence Coffee Jr., Dua Lipa, Melissa A. Elliott                                         |                                                          | |
| Lick The Light Out                                                | 2023 | Paranoïa, Angels, True Love                                                                               | |                                                          | feat. Christine And The Queens |
| Life Is A Bitch (And Then You Die)                                | 1982 | Dance To The Beat                                                                                         | Robert Sargent |                                                          | feat. Otto von Wernherr |
| Like A Flower                                                     | 1998 | Ray Of Light                                                                                              | Madonna, Rick Nowels |                                                          | Demo |
| Like A Prayer                                                     | 1989 | Like A Prayer The Immaculate Collection Celebration                                                       | Madonna, Patrick Leonard | DE 2, US 1                                               | |
| Like A Virgin                                                     | 1984 | Like A Virgin The Immaculate Collection Celebration                                                       | Billy Steinberg, Tom Kelly | DE 4, US 1                                               | |
| Like A Virgin Live 2003                                           | 2003 | Remixed & Revisited                                                                                       | Billy Steinberg, Tom Kelly | feat. Christina Aguilera, Britney Spears & Missy Elliott | |
| Like A Virgin Waltz Live                                          | 2013 | Mdna World Tour DVD                                                                                       | Abel Korzeniowski, Billy Steinberg, Tom Kelly                                                                                       |                                                          | |
| Like An Angel Passing Through My Room                             | 2000 | Music | Benny Andersson, Björn Ulvaeus (ABBA 1981)                                                                                          |                                                          | |
| Like It Or Not                                                    | 2005 | Confessions On A Dance Floor                                                                              | Madonna, Christian Karlsson, Henrik Jonback, Pontus Winnberg                                                                        |                                                          | |
| Liquid Love                                                       | 2000 | Music | Madonna, William Orbit |                                                          | |
| Little Boy Lost                                                   | 1979 | The Madonna Anthology 1979–1981                                                                           | Madonna, Dan Gilroy |                                                          | feat. The Breakfast Club, auch Little Boy |
| Little Girl                                                       | 2000 | Little Girl                                                                                               | Madonna, William Orbit |                                                          | Indoor-Promo-Single |
| Little Star                                                       | 1998 | Ray Of Light                                                                                              | Madonna, Rick Nowels |                                                          | Indoor-Promo-Single |
| Live To Hell Live                                                 | 1987 | Live USA                                                                                                  | |                                                          | |
| Live To Tell                                                      | 1986 | True Blue The Immaculate Collection Something To Remember Celebration                                     | Madonna, Patrick Leonard | DE 12, US 1                                              | |
| Living For Love                                                   | 2014 | Rebel Heart                                                                                               | Madonna, Alicia Keys, Toby Gad, Ariel Rechtshaid, Thomas Wesley Pentz, Nick Rowe, MoZella                                           | DE 40, ES 21                                             | |
| Lo que siente la mujer (What It Feels Like For A Girl - Spanisch) | 2001 | Music | Madonna, Guy Sigsworth, David Torn, Alberto Ferraras                                                                                |                                                          | Special Tour Edition |
| Looking For Mercy                                                 | 2019 | Madame X                                                                                                  | Madonna, Brittany Hazzard |                                                          | |
| Love Attack                                                       | 1989 | Like A Prayer                                                                                             | |                                                          | |
| Love Don’t Live Here Anymore                                      | 1984 | Like A Virgin Something To Remember                                                                       | Miles Gregory (Rose Royce 1978) | AUS 27                                                   | Single-A-Seite (Japan) |
| Love For Tender                                                   | 1980 | The Madonna Anthology 1979–1981                                                                           | |                                                          | feat. Emmy, auch I Like (Love For Tender) |
| Love Makes The World Go Round                                     | 1986 | True Blue                                                                                                 | Madonna, Patrick Leonard |                                                          | |
| Love On The Run                                                   | 1980 | The Madonna Anthology 1979–1981                                                                           | |                                                          | feat. Emmy |
| Love Profusion                                                    | 2003 | American Life                                                                                             | Madonna, Mirwais Ahmadzaï | IT 5                                                     | |
| Love Song                                                         | 1989 | Like A Prayer                                                                                             | Madonna, Prince |                                                          | feat. Prince |
| Love Spent                                                        | 2012 | MDNA | Madonna, Alain Whyte, Jean-Baptiste, William Orbit, Ryan Buendia, Michael McHenry, Priscilla Hamilton                               |                                                          | |
| Love Tried To Welcome Me                                          | 1994 | Bedtime Stories                                                                                           | Madonna, Dave Hall |                                                          | |
| Love Won’t Wait                                                   | 1994 | Open Road (Gary Barlow Album)                                                                             | Madonna, Shep Pettibone |                                                          | |
| Lucky Star                                                        | 1983 | Madonna The Immaculate Collection Celebration                                                             | Madonna | US 4                                                     | |
| Masterpiece                                                       | 2012 | MDNA | Madonna | UK 68                                                    | |
| Material Girl                                                     | 1984 | Like A Virgin The Immaculate Collection Celebration                                                       | Peter Brown, Robert Rans | DE 13, US 2                                              | |
| Material Gworrllllllll!                                           | 2022 | Material Gworrllllllll! (Digital)                                                                         | |                                                          | feat. x Saucy Santana |
| Me Abandono A Te                                                  | 2004 | Resta in Ascolto (Laura Pausini Album)                                                                    | Madonna, Rick Nowels, Laura Pausini                                                                                                 |                                                          | auch Mi Abandono A Ti |
| Me Against The Music                                              | 2003 | In The Zone (Britney Spears Album) My Prerogative Britney Singles Collection The Essential Britney Spears | Madonna, Christopher A. Stewart, Britney Spears, Terius Nash, Thabiso Nkhereanye, Penelope Magnet, Gary O’Brien                     | DE 5, AUS 1                                              | feat. Britney Spears |
| Me Darava Live                                                    | 2010 | Sticky & Sweet Tour DVD                                                                                   | Alexander Kolpakov |                                                          | |
| Medellín                                                          | 2019 | Madame X                                                                                                  | Madonna, Edgar Barrera, Maluma Londono, Mirwais Ahmadzai                                                                            |                                                          | feat. Maluma |
| Medley                                                            | 1982 | Dance To The Beat                                                                                         | |                                                          | |
| Mega-Mix                                                          | 2014 | | |                                                          | |
| Mer Girl                                                          | 1998 | Ray Of Light                                                                                              | Madonna, William Ørbit |                                                          | |
| Messiah                                                           | 2015 | Rebel Heart                                                                                               | Madonna, Avicii |                                                          | Deluxe |
| Miles Away                                                        | 2008 | Hard Candy Celebration                                                                                    | Madonna, Tim Mosley, Justin Timberlake, Nate Hills                                                                                  | DE 11, ES 1                                              | feat. Justin Timberlake |
| Miss You                                                          | 2003 | American Life                                                                                             | Madonna, Mirwais Ahmadzaï |                                                          | |
| More                                                              | 1990 | I'm Breathless (OST)                                                                                      | Stephen Sondheim |                                                          | |
| Mother And Father                                                 | 2003 | American Life                                                                                             | Madonna, Mirwais Ahmadzaï | US 9                                                     | Club-Promo-Single |
| Music                                                             | 2000 | Music GHV2 Celebration                                                                                    | Madonna, Mirwais Ahmadzaï | DE 2, US 1                                               | |
| Music Inferno Live 2007                                           | 2007 | The Confessions Tour DVD                                                                                  | Madonna, Mirwais Ahmadzaï, Leroy Green, Tyrone Kersey                                                                               |                                                          | |
| Never Let You Go                                                  | 2014 | Rebel Heart                                                                                               | Madonna |                                                          | |
| No Substitute For Love                                            | 1998 | Ray Of Light                                                                                              | Madonna, Patrick Leonard |                                                          | |
| No Time For Love                                                  | 1980 | The Madonna Anthology 1979–1981                                                                           | |                                                          | |
| Nobody Knows Me                                                   | 2003 | American Life                                                                                             | Madonna, Mirwais Ahmadzaï | US 4                                                     | Club-Promo-Single |
| Nobody’s Fool Live                                                | 1980 | The Madonna Anthology 1979–1981                                                                           | |                                                          | feat. Emmy |
| Nobody’s Perfect                                                  | 2000 | Music | Madonna, Mirwais Ahmadzaï |                                                          | |
| Nothing Fails                                                     | 2003 | American Life                                                                                             | Madonna, Guy Sigsworth, Jem Griffiths                                                                                               | DE 36, IT 7                                              | feat. London Community Gospel Choir |
| Nothing Lasts Forever                                             | 2014 | Rebel Heart                                                                                               | Madonna |                                                          | |
| Nothing Really Matters                                            | 1998 | Ray Of Light                                                                                              | Madonna, Patrick Leonard | DE 38, FI(SF) 6                                          | |
| Now I'm Following You (Part 1)                                    | 1990 | I'm Breathless (OST)                                                                                      | Andy Paley, Jeff Lass, Ned Claflin, Jonathan Paley                                                                                  |                                                          | Warren Beatty |
| Now I'm Following You (Part 2)                                    | 1990 | I'm Breathless (OST)                                                                                      | Andy Paley, Jeff Lass, Ned Claflin, Jonathan Paley                                                                                  |                                                          | Warren Beatty |
| Oh Father                                                         | 1989 | Like A Prayer Something To Remember                                                                       | Madonna, Patrick Leonard | FI(SF) 6                                                 | |
| Oh My                                                             | 1982 | Dance To The Beat                                                                                         | Otto Von Wernherr, Steve Bentzel |                                                          | feat. Otto von Wernherr |
| Oh What A Circus                                                  | 2000 | Evita (OST)                                                                                               | Andrew Lloyd Webber, Tim Rice (Julie Covington 1976)                                                                                |                                                          | feat. Antonio Banderas |
| On The Balcony Of The Casa Rosada 1                               | 2000 | Evita (OST)                                                                                               | Andrew Lloyd Webber, Tim Rice |                                                          | Jonathan Pryce |
| On The Balcony Of The Casa Rosada 2                               | 2000 | Evita (OST)                                                                                               | Andrew Lloyd Webber, Tim Rice |                                                          | |
| On The Ground                                                     | 1979 | The Madonna Anthology 1979–1981                                                                           | |                                                          | feat. The Breakfast Club |
| On The Street                                                     | 1982 | Dance To The Beat                                                                                         | Steve Bentzel |                                                          | feat. Otto von Wernherr |
| On The Street                                                     | 1982 | Dance To The Beat                                                                                         | Steve Bentzel |                                                          | feat. Otto von Wernherr |
| On This Night Of A Thousand Stars                                 | 2000 | Evita (OST)                                                                                               | Andrew Lloyd Webber, Tim Rice |                                                          | Antonio Banderas, Jimmy Nail |
| One More Chance                                                   | 1995 | Something To Remember                                                                                     | Madonna, David Foster | UK 11                                                    | |
| Open Your Heart                                                   | 1986 | True Blue The Immaculate Collection Celebration                                                           | Madonna, Gardner Cole, Peter Rafelson                                                                                               | DE 17, US 1                                              | |
| Over And Over                                                     | 1984 | Like A Virgin You Can Dance                                                                               | Madonna, Steve Bray |                                                          | Single-A-Seite (Italien, Philippinen) |
| Pala Tute                                                         | 2008 | Hard Candy                                                                                                | Madonna, Gogol Bordello, Timbaland                                                                                                  |                                                          | |
| Papa Don’t Preach                                                 | 1986 | True Blue The Immaculate Collection Celebration                                                           | Madonna, Brian Elliot | DE 2, US 1                                               | |
| Paradise (Not For Me)                                             | 1999 | Production (Mirwais Ahmadzaï Album) Music                                                                 | Madonna, Mirwais Ahmadzaï |                                                          | |
| Partido Feminista                                                 | 1996 | Evita (OST)                                                                                               | Andrew Lloyd Webber, Tim Rice |                                                          | feat. Antonio Banderas |
| Peron's Latest Flame                                              | 1996 | Evita (OST)                                                                                               | Andrew Lloyd Webber, Tim Rice |                                                          | feat. Antonio Banderas |
| Physical Attraction                                               | 1983 | Madonna You Can Dance                                                                                     | Reggie Lucas |                                                          | Single-A-Seite nur in Brasilien |
| Popular                                                           | 2023 | Popular (Digital Single)                                                                                  | John Flippin, Michael Walker, Abel Tesfaye, Leland Wayne, Michael Dean, Jordan Carter, Sam Levinson                                 | DE 25                                                    | |
| Possessive Love                                                   | 1988 | This Is Serious (Marilyn Martin Album)                                                                    | Madonna, Patrick Leonard, Jai Winding                                                                                               |                                                          | Single |
| Pray for Spanish Eyes                                             | 1989 | Like A Prayer                                                                                             | Madonna, Patrick Leonard |                                                          | Indoor-Promo-Single nur in Spanien, auch Spanish Eyes |
| Pretender                                                         | 1984 | Like A Virgin                                                                                             | Madonna, Steve Bray |                                                          | |
| Promise To Try                                                    | 1989 | Like A Prayer                                                                                             | Madonna, Patrick Leonard |                                                          | |
| Push                                                              | 2005 | Confessions On A Dance Floor                                                                              | Madonna, Stuart Price |                                                          | |
| Queen                                                             | 2015 | Rebel Heart                                                                                               | Madonna |                                                          | |
| Queen’s English                                                   | 1993 | New Faces                                                                                                 | Junior Vasquez, José Guitereze, Luis Camacho                                                                                        |                                                          | José Guitereze, Luis Camacho, Single, Hintergrundgesang: Madonna |
| Rain                                                              | 2000 | Erotica Something To Remember                                                                             | Madonna, Shep Pettibone | DE 26, AUS 5                                             | |
| Rainbow High                                                      | 1996 | Evita (OST)                                                                                               | Andrew Lloyd Webber, Tim Rice |                                                          | |
| Rainbow Tour                                                      | 1996 | Evita (OST)                                                                                               | Andrew Lloyd Webber, Tim Rice |                                                          | feat. Antonio Banderas, Gary Brooker, Peter Polycarpou, Jonathan Pryce, John Gower |
| Ray Of Light                                                      | 1998 | Ray Of Light GHV2 Celebration                                                                             | Madonna, William Orbit, Clive Muldoon, Dave Curtis, Christine Leach                                                                 |                                                          | |
| Rebel Heart                                                       | 2015 | Rebel Heart                                                                                               | Madonna, Avicii |                                                          | Deluxe |
| Remembering The Touch                                             | 1980 | The Madonna Anthology 1979–1981                                                                           | |                                                          | |
| Requiem For Evita                                                 | 1996 | Evita (OST)                                                                                               | Andrew Lloyd Webber, Tim Rice |                                                          | |
| Rescue Me                                                         | 1990 | The Immaculate Collection                                                                                 | Madonna, Shep Pettibone | DE 21, UK 3                                              | |
| Revenge                                                           | 1998 | Ray of Light                                                                                              | Madonna, Rick Nowels |                                                          | |
| Revolution                                                        | 2014 | Rebel Heart                                                                                               | Madonna |                                                          | |
| Revolver                                                          | 2013 | Celebration                                                                                               | Madonna, Dwayne Carter, Justin Franks, Carlos Centel Battey, Steven Andre Battey, Brandon Kitchen                                   | US 4                                                     | feat. Lil Wayne, Single-A-Seite |
| Ring My Bell                                                      | 2008 | Hard Candy                                                                                                | Madonna, Pharrell Williams |                                                          | Japanese version |
| Run                                                               | 2000 | Music | Madonna, William Ørbit |                                                          | |
| Runaway Lover                                                     | 2000 | Music | Madonna, William Ørbit |                                                          | |
| S.E.X.                                                            | 2015 | Rebel Heart                                                                                               | Madonna, Tobias Gad, Larry Darnell Griffin, Maureen Anne McDonald                                                                   |                                                          | Deluxe |
| Safe Neighborhood                                                 | 1979 | The Breakfast Club                                                                                        | Madonna, Dan Gilroy |                                                          | feat. The Breakfast Club |
| Sanctuary                                                         | 1994 | Bedtime Stories                                                                                           | Madonna, Herbie Hancock, Dallas Austin, Scott Cutler, Anne Preven                                                                   |                                                          | |
| Santa Baby                                                        | 1987 | A Very Special Christmas                                                                                  | Philip Springer, Joan Javits (Eartha Kitt 1953)                                                                                     |                                                          | |
| Santa Evita                                                       | 1996 | Evita (OST)                                                                                               | Andrew Lloyd Webber, Tim Rice |                                                          | Antonio Banderas |
| Score                                                             | 2015 | Rebel Heart                                                                                               | Madonna |                                                          | |
| Secret                                                            | 1994 | Bedtime Stories GHV2 Celebration                                                                          | Madonna, Dallas Austin | DE 29, CH 1                                              | |
| Secret Garden                                                     | 1992 | Erotica                                                                                                   | Madonna, Andre Betts |                                                          | |
| Set The Right                                                     | 2003 | American Life                                                                                             | Madonna, Mirwais Ahmadzaï |                                                          | |
| Shake                                                             | 1982 | Dance To The Beat                                                                                         | |                                                          | feat. Otto von Wernherr |
| Shame                                                             | 1992 | Erotica                                                                                                   | Madonna, Shep Pettibone, Tony Shimkin                                                                                               |                                                          | |
| Shanti/Ashtangi                                                   | 1998 | Ray Of Light                                                                                              | Madonna, William Ørbit |                                                          | |
| She Is A Diamond                                                  | 1996 | Evita (OST)                                                                                               | Andrew Lloyd Webber, Tim Rice |                                                          | Jonathan Pryce |
| She’s Not Me                                                      | 2008 | Hard Candy                                                                                                | Madonna, Pharrell Williams |                                                          | |
| Shine A Light                                                     | 1979 | The Madonna Anthology 1979–1981                                                                           | Madonna, Dan Gilroy |                                                          | feat. The Breakfast Club |
| Shoo-Bee-Doo                                                      | 1984 | Like A Virgin                                                                                             | Madonna |                                                          | |
| Sidewalk Talk                                                     | 1984 | Wotupski!?! (Jellybean Album)                                                                             | Madonna | US 1                                                     | Hintergrundgesang: Madonna |
| Simon Says Live                                                   | 1980 | The Madonna Anthology 1979–1981                                                                           | |                                                          | feat. Emmy |
| Sing                                                              | 2007 | Songs of Mass Destruction (Annie Lennox Album)                                                            | Annie Lennox |                                                          | feat. Anastacia, Angélique Kidjo, Annie Lennox, Beth Gibbons, Beth Orton, Beverley Knight, Bonnie Raitt, Céline Dion, Dido, Faith Hill, Fergie, Gladys Knight, Isobel Campbell, Joss Stone, k.d. Lang, KT Tunstall, Martha Wainwright, Melissa Etheridge, Pink, Sarah McLachlan, Shakira, Shingai Shoniwa, Sugababes, Single |
| Skin                                                              | 1998 | Ray Of Light                                                                                              | Madonna, Patrick Leonard |                                                          | |
| Sky Fits Heaven                                                   | 1998 | Ray Of Light                                                                                              | Madonna, Patrick Leonard |                                                          | |
| Soltera                                                           | 2019 | 11:11 | Madonna, Mike Dean, Jonathan Rivera, Giencarlos Rivera, Édgar Barrera, Juan Luis Londoño                                            |                                                          | feat: Maluma |
| Some Girls                                                        | 2012 | MDNA | Madonna, William Orbit, Klas Ahlund                                                                                                 |                                                          | |
| Something To Remember                                             | 1990 | I'm Breathless (OST) Something To Remember                                                                | Madonna, Patrick Leonard |                                                          | |
| Something’s Coming Over Me                                        | 1994 | Bedtime Stories                                                                                           | |                                                          | |
| Sooner Or Later                                                   | 1990 | I'm Breathless (OST)                                                                                      | Stephen Sondheim |                                                          | |
| Sorry                                                             | 2005 | Confessions On A Dance Floor Celebration                                                                  | Madonna, Stuart Price | DE 5, UK 1                                               | |
| Sorry                                                             |      | | |                                                          | feat. Blond:ish, Eran Hersh, Darmon |
| Spanish Eyes                                                      | 1989 | Like A Prayer                                                                                             | Madonna, Patrick Leonard |                                                          | |
| Spanish Lesson                                                    | 2008 | Hard Candy                                                                                                | Madonna, Pharrell Williams |                                                          | |
| Spotlight                                                         | 1987 | You Can Dance                                                                                             | Madonna, Steve Bray, Curtis Hudson                                                                                                  | US 1                                                     | Single-A-Seite (Japan) |
| Stay                                                              | 1981 | In The Beginning Like A Virgin                                                                            | Madonna, Steve Bray |                                                          | |
| Steve                                                             | 2006 | I'm Going To Tell You A Secret                                                                            | |                                                          | |
| Stuart In L.A.                                                    | 2006 | I'm Going To Tell You A Secret                                                                            | |                                                          | |
| Super Pop                                                         | 2005 | Confessions On a Dance Floor                                                                              | Madonna, Mirwais Ahmadzaï |                                                          | ICON Bonustrack |
| Supernatural                                                      | 1989 | Red, Hot + Dance                                                                                          | Madonna, Patrick Leonard |                                                          | |
| Superstar                                                         | 2012 | MDNA | Madonna, Hardy "Indiigo" Muanza, Michael Malih                                                                                      |                                                          | |
| Survival                                                          | 1994 | Bedtime Stories                                                                                           | Madonna, Dallas Austin |                                                          | |
| Susan MacLeod                                                     | 2006 | I'm Going To Tell You A Secret                                                                            | |                                                          | |
| Swell Live                                                        | 2001 | Drowned World Tour 2001 DVD                                                                               | |                                                          | |
| Swim                                                              | 1998 | Ray Of Light                                                                                              | Madonna, William Ørbit |                                                          | |
| Take a Bow                                                        | 1994 | Bedtime Stories Something To Remember GHV2 Celebration                                                    | Madonna, Babyface | DE 18, UK 1                                              | |
| Take A Day                                                        | 2015 | Rebel Heart                                                                                               | Madonna, Pharrell Williams |                                                          | feat. Pharrell Williams |
| Take It Back                                                      | 2015 | Rebel Heart                                                                                               | Madonna, Pharrell Williams |                                                          | feat. Pharrell Williams |
| The Actress Hasn’t Learned The Lines (You’d Like To Hear)         | 1996 | Evita (OST)                                                                                               | Andrew Lloyd Webber, Tim Rice |                                                          | feat. Antonio Banderas |
| The Beast Within                                                  | 1990 | Justify My Love Single                                                                                    | Madonna, Lenny Kravitz (Remix), Text: aus der Bibel                                                                                 |                                                          | |
| The Beat Goes On                                                  | 2008 | Hard Candy                                                                                                | Madonna, Pharrell Williams |                                                          | |
| The Beat Is So Crazy                                              | 2008 | Hard Candy                                                                                                | Madonna, Pharrell Williams |                                                          | |
| The Funny Song Live                                               | 2001 | Drowned World Tour 2001 DVD                                                                               | Madonna |                                                          | auch Oh Dear Daddy |
| The Game                                                          | 2003 | American Life                                                                                             | Madonna, Mirwais Ahmadzaï |                                                          | |
| The Girlie Show Theme Live                                        | 1993 | The Girlie Show – Live Down Under DVD                                                                     | |                                                          | |
| The Lady’s Got Potential                                          | 1996 | Evita (OST)                                                                                               | Andrew Lloyd Webber, Tim Rice |                                                          | Antonio Banderas |
| The Look Of Love                                                  | 1987 | Who’s That Girl (OST)                                                                                     | Madonna, Patrick Leonard | DE 34, NL 8                                              | |
| The Other Side                                                    | 2006 | I'm Going To Tell You A Secret                                                                            | |                                                          | |
| The Power of Good-Bye                                             | 1998 | Ray Of Light GHV2                                                                                         | Madonna, Rick Nowels | DE 4, SE 3                                               | |
| The Sweet Machine Live                                            | 2010 | Sticky & Sweet Tour DVD                                                                                   | |                                                          | |
| Thief Of Hearts                                                   | 1992 | Erotica                                                                                                   | Madonna, Shep Pettibone |                                                          | |
| Think Of Me                                                       | 1983 | Madonna                                                                                                   | Madonna |                                                          | |
| This Used To Be My Playground                                     | 1992 | Barcelona Gold Something To Remember                                                                      | Madonna, Shep Pettibone | DE 6, US 1                                               | |
| Thunderpuss Megamix                                               | 2001 | GHV2 | |                                                          | |
| Till Death Do Us Part                                             | 1989 | Like A Prayer                                                                                             | Madonna, Patrick Leonard |                                                          | |
| Time And Time Again                                               | 1982 | Dance To The Beat                                                                                         | |                                                          | feat. Otto von Wernherr |
| Time Stood Still                                                  | 2000 | The Next Best Thing (OST)                                                                                 | Madonna, William Orbit |                                                          | |
| Time To Dance                                                     | 1982 | Dance To The Beat                                                                                         | |                                                          | feat. Otto von Wernherr |
| To Have And Not To Hold                                           | 1998 | Ray Of Light                                                                                              | Madonna, Rick Nowels |                                                          | |
| Tragic Girl                                                       | 1998 | Rebel Heart                                                                                               | Madonna |                                                          | |
| Triggering                                                        | 2008 | Confessions On A Dance Floor                                                                              | Madonna, Mirwais Ahmadzaï |                                                          | auch Your Senses |
| True Blue                                                         | 1986 | True Blue                                                                                                 | Madonna, Steve Bray | DE 6, UK 1                                               | |
| Trust No Bitch                                                    | 2015 | Rebel Heart                                                                                               | Madonna |                                                          | |
| Turn Up The Radio                                                 | 2012 | MDNA | Madonna, Martin Solveig, Jade Williams, Michael Tordjman                                                                            | ES 30                                                    | |
| Two Steps Behind Me                                               | 2014 | Rebel Heart                                                                                               | Madonna |                                                          | |
| Unapologetic Bitch                                                | 2014 | Rebel Heart                                                                                               | Madonna, Sophie, Thomas Wesley Pentz, MoZella                                                                                       | FR 91                                                    | |
| Up Down Suite                                                     | 1993 | Rain Mini-CD / EP                                                                                         | Madonna, Shep Pettibone |                                                          | |
| Veni Vedi Vici                                                    | 2015 | Rebel Heart                                                                                               | Madonna, Tobias Gad, Maureen Anne McDonald, Thomas Wesley Pentz, Ariel Zvi Rechtshaid                                               |                                                          | feat. Nas, Deluxe |
| Verás (You'll See - Spanisch)                                     | 1995 | Verás (CD Single)                                                                                         | David Foster, Madonna, Paz Martínez                                                                                                 |                                                          | |
| Virgin Mary Live                                                  | 2013 | Mdna World Tour DVD                                                                                       | |                                                          | Instrumental, Indoor-Promo-Single |
| Vocal Coach                                                       | 2006 | I'm Going To Tell You A Secret                                                                            | |                                                          | |
| Vogue                                                             | 1990 | I'm Breathless (OST) The Immaculate Collection Celebration                                                | Madonna, Shep Pettibone | DE 4, US 1                                               | |
| Voices                                                            | 2008 | Hard Candy                                                                                                | Madonna, Tim Mosley, Justin Timberlake, Nate Hills, Hannon Lane                                                                     |                                                          | feat. Justin Timberlake |
| Vulgar                                                            | 2023 | Vulgar (Single Digital)                                                                                   | Madonna, Ryan Tedder, Henry Walter, James Napier, Ilya Salmanzadeh, Sam Smith, Omer Fedi                                            |                                                          | |
| Waiting                                                           | 1992 | Erotica                                                                                                   | Madonna, Andre Betts |                                                          | |
| Waltz For Eva And Che                                             | 1996 | Evita (OST)                                                                                               | Andrew Lloyd Webber, Tim Rice (Julie Covington, C.T. Wilkinson 1976)                                                                |                                                          | feat. Antonio Banderas |
| Wash All Over Me                                                  | 2015 | Rebel Heart                                                                                               | Madonna, Avicii |                                                          | feat. Avicii |
| We Are The Gods                                                   | 1982 | Dance To The Beat                                                                                         | |                                                          | feat. Otto von Wernherr |
| What Can You Lose?                                                | 1990 | I'm Breathless (OST)                                                                                      | Stephen Sondheim |                                                          | feat. Mandy Patinkin |
| What It Feels Like For A Girl                                     | 2000 | Music GHV2                                                                                                | Madonna, Guy Sigsworth | DE 16, IT 2                                              | |
| What It Feels Like For A Girl Spanisch                            | 2000 | Music | Madonna, Guy Sigsworth |                                                          | Spanische Version: Lo que siente la mujer, Special Tour Edition, Indoor-Promo-Single |
| Where Life Begins                                                 | 1992 | Erotica                                                                                                   | Madonna, Andre Betts |                                                          | |
| Where’s The Party                                                 | 1986 | True Blue You Can Dance                                                                                   | Madonna, Steve Bray, Patrick Leonard                                                                                                |                                                          | Single-A-Seite (Philippinen) |
| White Heat                                                        | 1986 | True Blue                                                                                                 | Madonna, Patrick Leonard |                                                          | |
| Who’s That Girl                                                   | 1987 | Celebration                                                                                               | Madonna, Patrick Leonard | DE 2, US 1                                               | |
| Why’s It So Hard                                                  | 1992 | Erotica                                                                                                   | Madonna, Shep Pettibone |                                                          | |
| Wild Dancing                                                      | 1982 | Dance To The Beat                                                                                         | |                                                          | feat. Otto von Wernherr |
| Wonderland                                                        | 2000 | | Madonna, William Orbit |                                                          | |
| Words                                                             | 1992 | Erotica                                                                                                   | Madonna, Shep Pettibone |                                                          | |
| X-Static Process                                                  | 2003 | American Life                                                                                             | Madonna, Stuart Price |                                                          | |
| You Are The One                                                   | 1992 | Erotica                                                                                                   | Madonna, Shep Pettibone, Tony Shimkin                                                                                               |                                                          | |
| You Must Love Me                                                  | 1996 | Evita (OST)                                                                                               | Andrew Lloyd Webber, Tim Rice | DE 78, FI(SF) 4                                          | |
| You Thrill Me                                                     | 2007 | The Confessions Tour                                                                                      | Madonna, Shep Pettibone |                                                          | |
| You’ll See                                                        | 1995 | Something To Remember                                                                                     | Madonna, David Foster | DE 15, FI(SF) 2                                          | |
| You’ll See Spanische Version                                      | 1995 | Something To Remember                                                                                     | Madonna, David Foster |                                                          | Spanische Version: Veras, Indoor-Promo-Singles, Mexican version |
| Your Honesty                                                      | 2003 | Remixed & Revisited                                                                                       | Madonna, Dallas Austin |                                                          | |
| Your Little Body’s Slowly Breaking Down                           | 1996 | Evita (OST)                                                                                               | Andrew Lloyd Webber, Tim Rice |                                                          | feat. Jonathan Pryce |